# Ischiosioma
Ischiosioma – rodzaj chrząszczy z rodziny kózkowatych i podrodziny zgrzypikowych.

## Zasięg występowania
Przedstawiciele tego rodzaju występują w południowej Brazylii.

## Systematyka
Do Ischiosioma należą 2 gatunki:
- Ischiosioma albata
- Ischiosioma obliquata